# Управление портфелем проектов
Управление портфелем проектов (англ. project portfolio management) — это механизм, предназначенный для трансляции стратегии в портфель проектов для последующей реализации, планирования, анализа и переоценки портфеля с целью эффективного достижения стратегических целей организации.

## Цели
Цели управления портфелем проектов проистекают напрямую из тех проблем, которые возникают в мульти проектной среде. К основным целям относятся:
- Селекция проектов и формирование портфеля, который способен обеспечить достижение как тактических, так и стратегических целей организации.
- Балансирование портфеля, то есть достижение равновесия между краткосрочными и долгосрочными проектами, между рисками проектов и возможными доходами от их реализации, разработка новых товаров и улучшение старых и так далее.
- Мониторинг процессов планирования и выполнения выбранных проектов. В частности, принятие решений относительно выделения ограниченных ресурсов, обеспечение всех проектов необходимыми ресурсами в адекватном количестве при одновременном обеспечении выгодного и эффективного использования ресурсов.
- Анализ эффективности портфеля проектов и поиск путей её повышения. Принятие решений о введении в портфель новых проектов или о закрытии убыточных или малоэффективных проектов.
- Сравнение возможностей новых проектов между собой и по отношению к проектам, уже включенным в портфель, а также оценка их взаимовлияния.
- Согласование требований этих проектов с другой деятельностью, не имеющей отношения к проектам как таковым (например, производство готовой продукции и т. д.). Тесное взаимодействие с различными функциональными подразделениями.
- Обеспечение стабильного и эффективного механизма управления проектами. Например, разработка организационных схем и систем управления для удовлетворения постоянно меняющихся потребностей проектов или поиск путей закрепления знаний, полученных сотрудниками в ходе выполнения различных проектов.
- Предоставление информации и рекомендаций руководителям всех уровней для принятия ими решений

## Задачи портфельного управления проектами
- Обеспечение инновационной деятельности компании;
- Обеспечение развития компании;
- Обеспечение операционной деятельности компании;
- Повышение эффективности работы компании;
- Повышение эффективности распределения бюджетов по группам проектов.

### Преимущества УПП
- Определение наиболее выгодных для компании путей развития, с учётом финансовых ограничений, принятых политик и правил;
- Четкость в реализации стратегических планов и достижении стратегических целей;
- Сокращение расхода ресурсов компании на ненужные проекты;
- Повышение эффективности использования ресурсов на имеющихся проектах.

### Виды портфелей проектов
Комби (Combe) и Гитенс (Gitens) выделяют три основных вида портфелей проектов:
- создающие ценности: стратегические проекты или проекты в масштабе предприятия;
- операционные проекты: приводят к повышению эффективности организации и соответствуют основным нуждам функциональных подразделений;
- обеспечивающие соответствие: обязательные проекты, необходимые для поддержания внутренних нормативов и стандартов.

В организациях, достигших зрелого возраста в управлении проектами за решения по входящим в портфели программам и проектам, несет ответственность специально сформированная, состоящая из руководителей высшего звена Группа управления портфелем проектов

## Стандарт по управлению портфелем проектов
ГОСТ Р 54870-2011 Проектный менеджмент. Требования к управлению портфелем проектов. 
ГОСТ Р ИСО 21504-2016 Управление проектами, программами и портфелем проектов. Руководство по управлению портфелем проектов.

## Принципы портфельного управления (ППУ)
Принципы портфельного управления - это универсальные правила формирования портфеля.
Цель ПУ – оптимальное достижение бизнес-целей компании за счет реализации проектов, входящих в портфель.
Для портфелей по основной деятельности компании возможно прямое соотнесение с бизнес-целями, а для проектов обеспечивающей деятельности компании такое соотнесение затруднительно, так как проекты не направлены на достижение бизнес-целей.
В ППУ закрепляются правила формирования портфеля, которые зависят от внешних и внутренних факторов. Они  должны строиться на понимании стратегических целей и задач бизнеса с учётом влияющих факторов, определять допущения и ограничения в части выполнения проектов с разными характеристиками для обеспечения сбалансированности инвестиций. Также важно определить  какие факторы и в какой степени влияют на привлекательность и управляемость проектов.
ППУ – набор базовых ориентиров для ответа на вопросы:
-где допустимы сложно управляемые, но важные для бизнеса проекты и где – непривлекательные для бизнеса, но нужные?
-может компания выполнять несколько параллельных безотлагательных проектов одновременно?
- возможно ли выполнение проектов, не обеспечивающих скорый возврат инвестиции, но приносящих качественные выгоды?
-стоит ли фокусироваться на инновациях или нужно расширять и модернизировать имеющиеся технологии?
-факторы, определяющие привлекательность и управляемость проектов.

## Инструменты портфельного управления
Инструменты портфельного управления - это средство улучшения комплексных показателей портфеля, для приближения финансовых показателей к зафиксированным в принципах портфельного управления. Может выполняться как при создании нового, так и при актуализации существующего портфеля. Необходимость процессов определяется на основе визуального представления портфеля проектов и вычисления комплексных показателей. 
Визуализация представляется квадратом «привлекательность/управляемость» проект в форме круга, размер которого соответствует бюджету проекта. Также необходимо анализировать долевое распределение инвестиций по различным группам проектов с помощью диаграммы, что позволит сравнить фактическое распределение денежных средств по проектам с ранее утвержденным.

### Оптимизация портфеля
Цель оптимизации портфеля – это повышение управляемости и привлекательности проектов и портфеля в целом за счет изменения параметров проектов, входящих в портфель. Для достижения цели необходимо разработать управленческие рекомендации по трансформации проектов. Это делается путём объединения всех «релевантных» (с общностью целей, тесной взаимосвязью и взаимозависимостью, смежность проектов по признаку одного заказчика,  по признаку общности ресурсов и управления) проектов в группы и сопоставлением их в группах. Для каждой группы разрабатываются вопросы:
— проекты и условия их включения в целевой портфель
— какие характеристики и параметры проектов группы будут влиять на параметры проектов целевого портфеля?
— как изменятся оценки проектов и какими управленческими действиями изменения будут достигнуты?

#### Примеры решений по трансформации проектов
Выполнять проект без изменений (проект, не нуждающийся в изменении, выполняется согласно ожиданиям и в согласовании с другими проектами)
Сконцентрировать проект на более узких целях (оздоровление, снижение рисков, повышение управляемости)
Переориентировать проект на новые или дополнительные цели (повышение привлекательности проекта, улучшение балансировки портфеля)
Изменить набор результатов, отвечающих первоначальным целям (трансформация ожидаемых результатов – на более продуктивные и экономичные решения)
Реорганизовать команду проекта и операционное управление (снижение рисков, рост управляемости)
Приостановка/завершение проекта при достижении определенных результатов (снижение рисков, рост реализации)
Досрочно завершить проект, заархивировать его результаты (результаты не могут быть трансформированы и не нужны бизнесу – экономия финансирования при досрочном завершении)
На основании решении часть проектов исключается, у остальных увеличиваются комплексные показатели привлекательности и управляемости. Полученные проекты = целевой портфель.
Если портфель формируется впервые, то группы составляются следующим образом:
— описание «идеальных» проектов, которые надо выполнить для более комплексного решения задач портфеля, аналогично текущим проектам «идеальные» описываются паспортами проектов.
— формируется логическая группа «1 идеальный проект + релевантные ему реальные проекты», если для «идеального» проекта не находится релевантных значит он закрывает определенные задачи, не покрываемые другими проектами – следовательно, требуется включение его в целевой портфель.
— сопоставление в каждой группе и разработка решений по трансформации проектов и переоценка трансформируемых проектов.

### Балансировка портфеля проектов
Балансировка портфеля проектов – это приближение фактического распределения инвестиций к рекомендованным в ППУ (выработка таких решений по трансформации, чтобы распределение бюджетов по группам  изменилось должным образом). Как правило выполняется вместе с оптимизацией.
Для определения необходимости в балансировке строится круговая диаграмма фактического распределения инвестиций и накладывается на диаграмму ожидаемых инвестиции в ППУ. Определяются отклонения и высчитывается показатель сбалансированности портфеля.
Задача изменить распределение бюджетов там, где расхождения достаточно велики. Нужно выделить проекты, которые дают наибольшие отклонения по распределению бюджетов и сформировать предложения по их трансформации. Например, если много средств инвестируется в высокорисковые проекты, а акцент был сделан на низкорисковых, то стоит решить как уменьшить риск и снизить долю высокорисковых проектов распределении бюджетов.
Балансировка портфеля может изменить параметры оценки по привлекательности и управляемости, что не всегда может повлиять положительно на оптимизацию портфеля. Для контроля процесса корректировки проектов целевого портфеля стоит повторно выполнять визуализацию в квадранте «привлекательность/управляемость». На практике обычно не удается достичь полностью оптимизированного и сбалансированного портфеля, т.к. ППУ устанавливают ограничения и допускают только частичную трансформацию проектов.
Результаты оптимизации и балансировки выводятся на пузырьковую диаграмму с осями «привлекательность/управляемость»